# Steinbach (Isar, Lenggries)
Der Steinbach ist ein rechter Zufluss der Isar in Oberbayern.
Der Steinbach entsteht aus den Zusammenflüssen von Sattelbach, Buchetskogelgraben und Baumgartengraben im Taleinschnitt nördlich des Fockensteins. Im weiteren Verlauf Richtung Nordwesten nimmt der Steinbach den Zufluss zahlreicher weiterer Gräben sowie des Sonnersbachs und des Rechelbachs auf. In der Nähe der Ortschaft Steinbach mündet der Bach schließlich in die Isar.
Der Steinbach weist in seinem Verlauf zahlreiche Verbauungen auf.